# NGC 2486
NGC 2486 je galaksija u zviježđu Blizancima.

## Vanjske poveznice
- SEDS: NGC 2486